# Puconci
Puconci  (em húngaro:  Battyánd; em prekmuro: Püconci; em alemão:  Putzendorf) é um município da Eslovênia. A sede do município fica na localidade de mesmo nome.